# Friche humide
 (mars 2019).

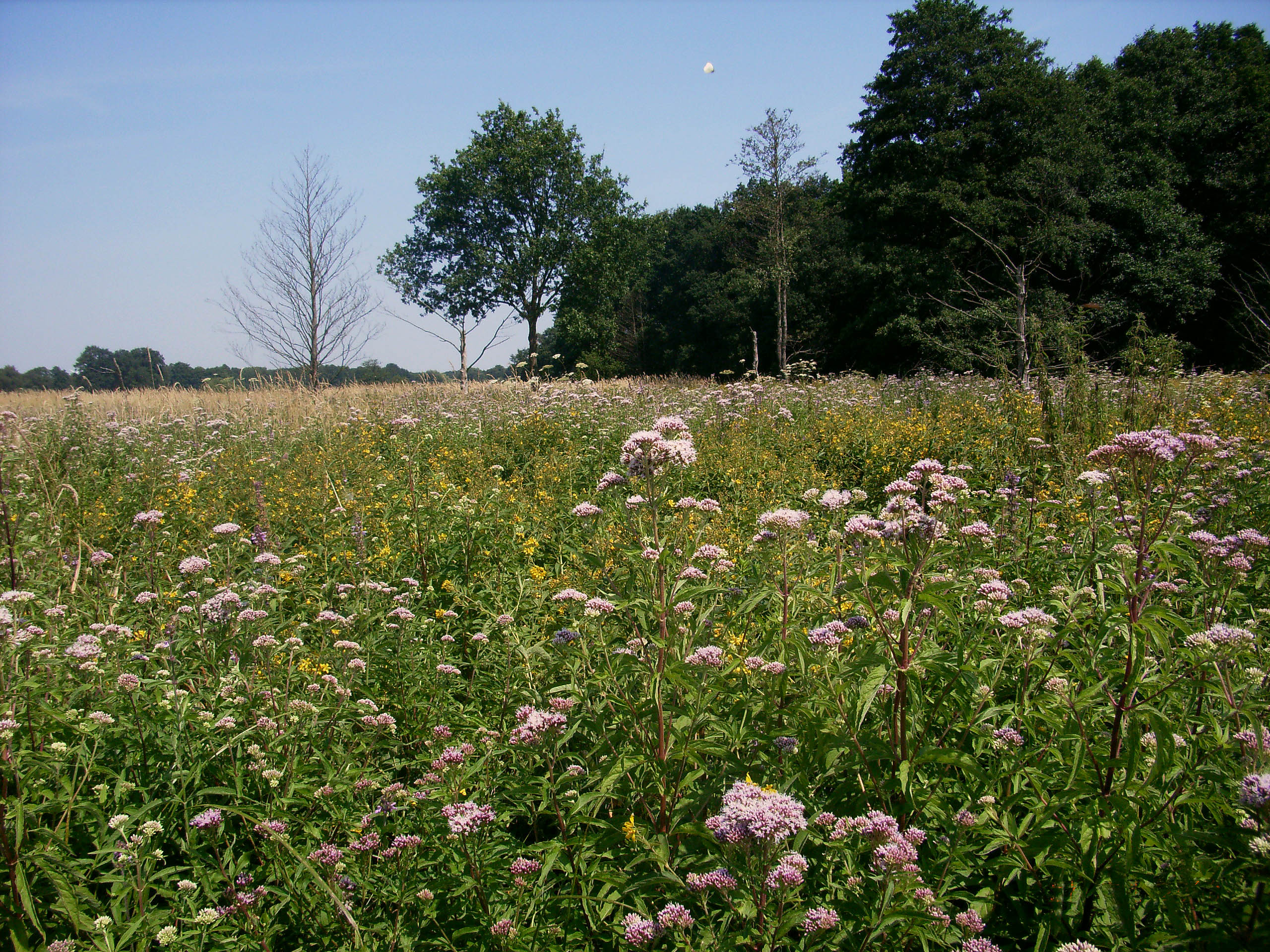
Friche humide

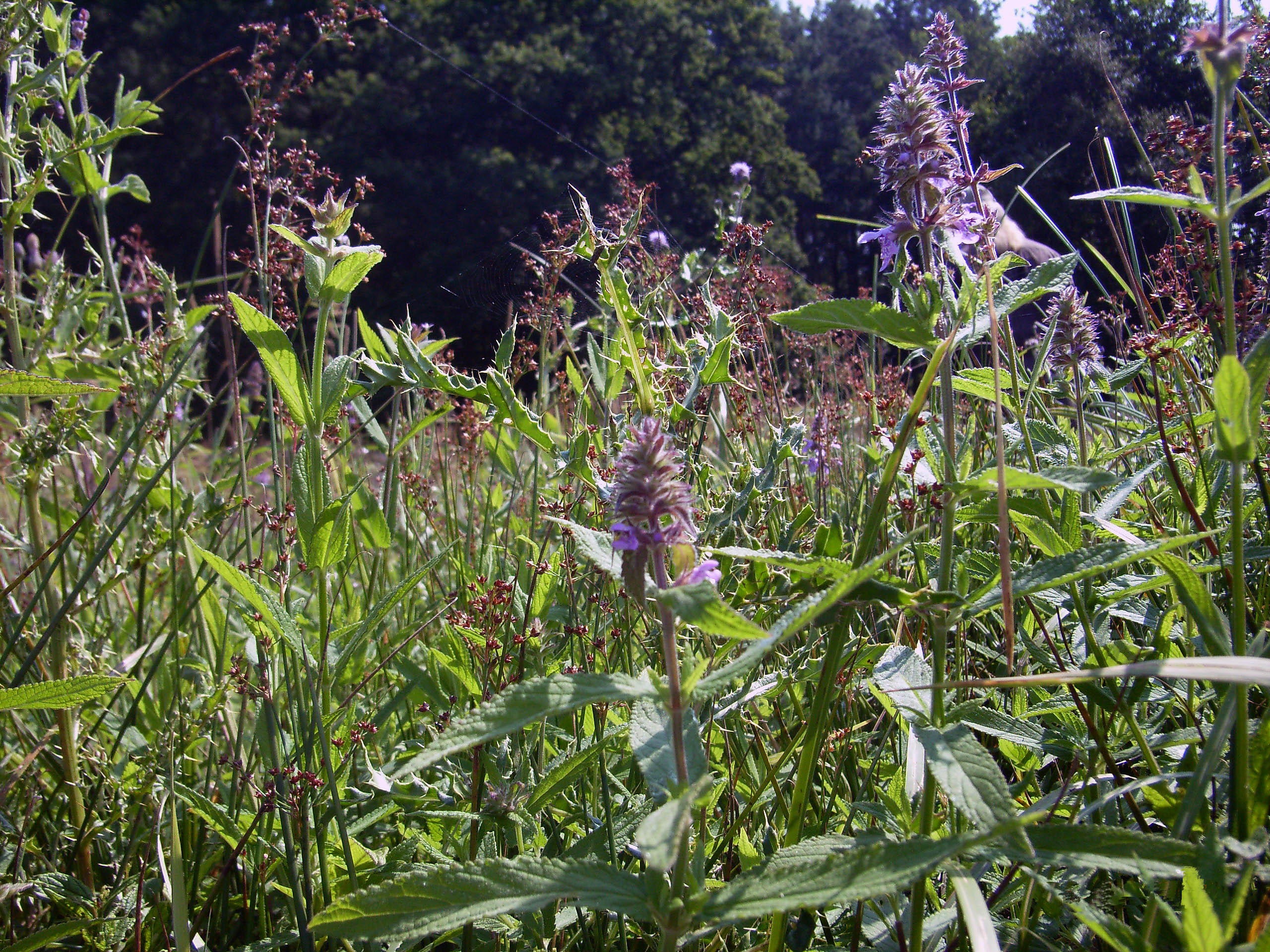
Friche humide, détail de la flore, généralement dense et à biomasse élevée

La mégaphorbiaie (de mega, grand et phorbe, plante herbacée non graminoïde et à larges feuilles) ou friche humide est une formation végétale prairiale hétérogène (parfois arbustive ou arborée) constituée de grandes herbes, généralement des dicotylédones à larges feuilles et à inflorescences vives, se développant sur des sols riches et humides.
En zone tempérée, elle correspond à un stade floristique de transition entre la zone humide (le plus souvent occupant des marécages de plaine ou les pentes et ravins humides de moyenne montagne tempérée, ou à la place d'une prairie humide en fond de vallée à la suite d'une déprise agricole) et la forêt. Formation haute et dense, luxuriante, de plantes herbacées vivaces avec dominance de dicotylédones, elle joue un rôle écologique important. 
Cette formation se distingue de la microphorbiaie constituée essentiellement de petits hémicryptophytes à feuilles plus ou moins rondes, se développant sur des sols frais et ombragés.
L'usage retient la graphie « mégaphorbiaie ». Toutefois l'absence d'espèce prédominante devrait conduire à utiliser la graphie « mégaphorbiée » qui rappelle qu'il s'agit d'une strate végétale hétérogène. 

## Description
Une friche humide typique est constituée d'une prairie dense de roseaux et de hautes plantes herbacées vivaces (1,5 à deux mètres de haut voire trois mètres pour certains roseaux), située en zone alluviale sur sol frais, non acide, plutôt eutrophe et humide (mais moins humide que les bas-marais et tourbières). Elle peut être périodiquement mais brièvement inondée.

## Évolution
En termes climaciques, le milieu est naturellement peu à peu colonisé par les ligneux et tend à évoluer vers la forêt humide qui prospérera sur son riche sol souvent para-tourbeux. 

Sa productivité en biomasse est très élevée, ce pourquoi il peut abriter ou nourrir une faune importante.

## Écologie du paysage
La friche humide forme souvent une surface linéaire parallèle à un cours d'eau bordé de zones humides, ou en ceinture de végétation, autour d'un marais ou d'une dépression humide. En montagne, les couloirs d'avalanche hébergent parfois des friches humides sur sols pierreux dans les versants humides exposés au nord, là où les arbres ne se développent pas à cause des avalanches et des périodes végétatives courtes en montagne. En plaine, une parcelle agricole ou une prairie abandonnée et en friche dans une zone humide passe généralement par un stade de mégaphorbiaie avant de se boiser. La friche humide peut également s'installer dans les zones agricoles cultivées de plaine humide le long des fossés de drainage s'ils ne sont pas trop régulièrement faucardés, ils jouent alors un rôle important de refuge écologique pour de nombreuses espèces, à l'image des haies des bocages.
De ce fait, elle joue un rôle important de zone tampon pour le cours d'eau, la montagne ou la forêt et de corridor biologique (intègre sur une longue bande, ou en gué quand il n'en reste que des éléments isolés).
Ces zones sont caractérisées par des communautés végétales particulières, avec une végétation pionnière souvent très dense, hétérogène et très diversifiée. Les plantes de ces milieux ont pour la plupart une floraison abondante et sont particulièrement nectarifères et mellifères, elle attirent et nourrissent une foule d'insectes pollinisateurs. Les saules et aulnes sont généralement les premiers arbres à les coloniser.

## Types de friches humides
On peut les distinguer selon leur composition phytosociologique, et selon leur origine ; une friche humide peut apparaître naturellement sur une zone humide comblée par un phénomène normal d'atterrissement. Elle peut aussi apparaître à la suite d'une baisse du niveau de l'eau (pompage, drainage.), ou sur un bassin de stockage de boues de curage, ou il peut encore s'agir d'une zone auparavant sèche, mise en eau sans être noyée en été. Quelques mégaphorbiaies très artificielles, sans rapport avec ce qui existe dans la nature ont été créées par des paysagistes (notamment au parc de Gerland à Lyon, par Michel Corajoud).
La cariçaie et la roselière sont deux friches humides particulières, qui se développent en ceinture de plans d'eau ou en fond de vallée, et au sein desquelles la végétation herbacée haute est non plus hétérogène mais dominée par une famille (carex et roseaux).

## Espèces caractéristiques
Les espèces végétales de la mégaphorbiaie sont assez nombreuses et les associations végétales qu'elles forment varient selon l'humidité, les conditions édaphiques des sols et l'exposition du milieu à la lumière. Certaines espèces sont aussi présentes dans d'autres types de milieux (ourlets pré-forestiers eutrophes, roselières plus humides) tandis que d'autres sont plus spécialistes de cette formation. Plusieurs de ces espèces sont des nitrophiles très communes, mais leur concentration dans ce milieu est significative. En Europe moyenne (exemple du nord de la France), parmi les espèces les plus fréquemment trouvées et indicatrices, on peut citer:  
- Epilobium hirsutum
- Epilobium tetragonum
- Epilobium roseum
- Symphytum officinale
- Eupatorium cannabinum
- Filipendula ulmaria
- Calystegia sepium
- Phragmites australis
- Carex acutiformis
- Scirpus sylvaticus
- Galium aparine
- Galium palustre
- Urtica dioica
- Valeriana repens
- Myosoton aquaticum
- Althaea officinalis
- Cirsium oleraceum
- Cirsium arvense
- Cirsium palustre
- Rubus caesius
- Ranunculus repens
- Lotus pedunculatus
- Mentha aquatica
- Equisetum telmateia
- Caltha palustris
- Angelica sylvestris
- Angelica archangelica
- Heracleum sphondylium
- Iris pseudacorus
- Lysimachia vulgaris
- Rumex acetosa
- Lythrum salicaria
- Thalictrum flavum
- Hypericum tetrapterum
- Chamerion angustifolium
- Lycopus europaeus
- Petasites hybridus
- Phalaris arundinacea

Plusieurs espèces introduites y sont également devenues communes et typiques de ce milieu, elles se montrent parfois envahissantes et peuvent dans ce cas réduire gravement la diversité floristique des friches humides. La renouée du Japon (Fallopia japonica) est de loin la plus problématique, en rendant quasi impossible le retour à une végétation autochtone diversifiée là où elle s'est installée. En comparaison de cette dernière, les autres espèces invasives ne posent problème que plus ponctuellement ou passagèrement.
- Fallopia japonica
- Solidago gigantea
- Solidago canadensis
- Impatiens glandulifera
- Symphyotrichum novi-belgii
- Symphyotrichum lanceolatum
- Symphyotrichum novae-angliae
- Heracleum mantegazzianum
- Helianthus tuberosus
- Spiraea sp.
- Rudbeckia laciniata
- Bidens frondosa

Inversement, des espèces typiques de la friche humide européenne sont devenues des invasives problématiques sur d'autres continents, comme la salicaire (Lythrum salicaria) par exemple.
Outre la flore, une faune est associée à cette friche humide : lézards, couleuvre à collier, passereaux, petits mammifères…

## Menaces
Ces habitats ont fortement régressé pour cause de drainage et/ou de plantation d'arbres (ex peupleraies) dans les zones humides. Ces zones s'accompagnent souvent de plantations de peupliers, entraînant la destruction, 
l’homogénéisation ou la simplification (phénomène de banalisation) de ces communautés. 
L’intensification des pratiques agricoles et l’augmentation des surfaces cultivées contribuent également à la disparition de ces milieux.
Les plantes invasives menacent fortement ce biotope, le problème est très marqué sur les berges des cours d'eau.